# Fabbrica Curone
Fabbrica Curone és un municipi situat al territori de la província d'Alessandria, a la regió del Piemont (Itàlia).
Limita amb els municipis d'Albera Ligure, Cabella Ligure, Gremiasco, Montacuto, Santa Margherita di Staffora, Varzi i Zerba.
Pertany al municipi les frazioni de Bruggi, Caldirola, Ciossa, Colonia, Forotondo, Garadassi, Lunassi, Montecapraro, Morigliassi, Pareto, Salogni, Selvapiana i Serra.

## Galeria fotogràfica

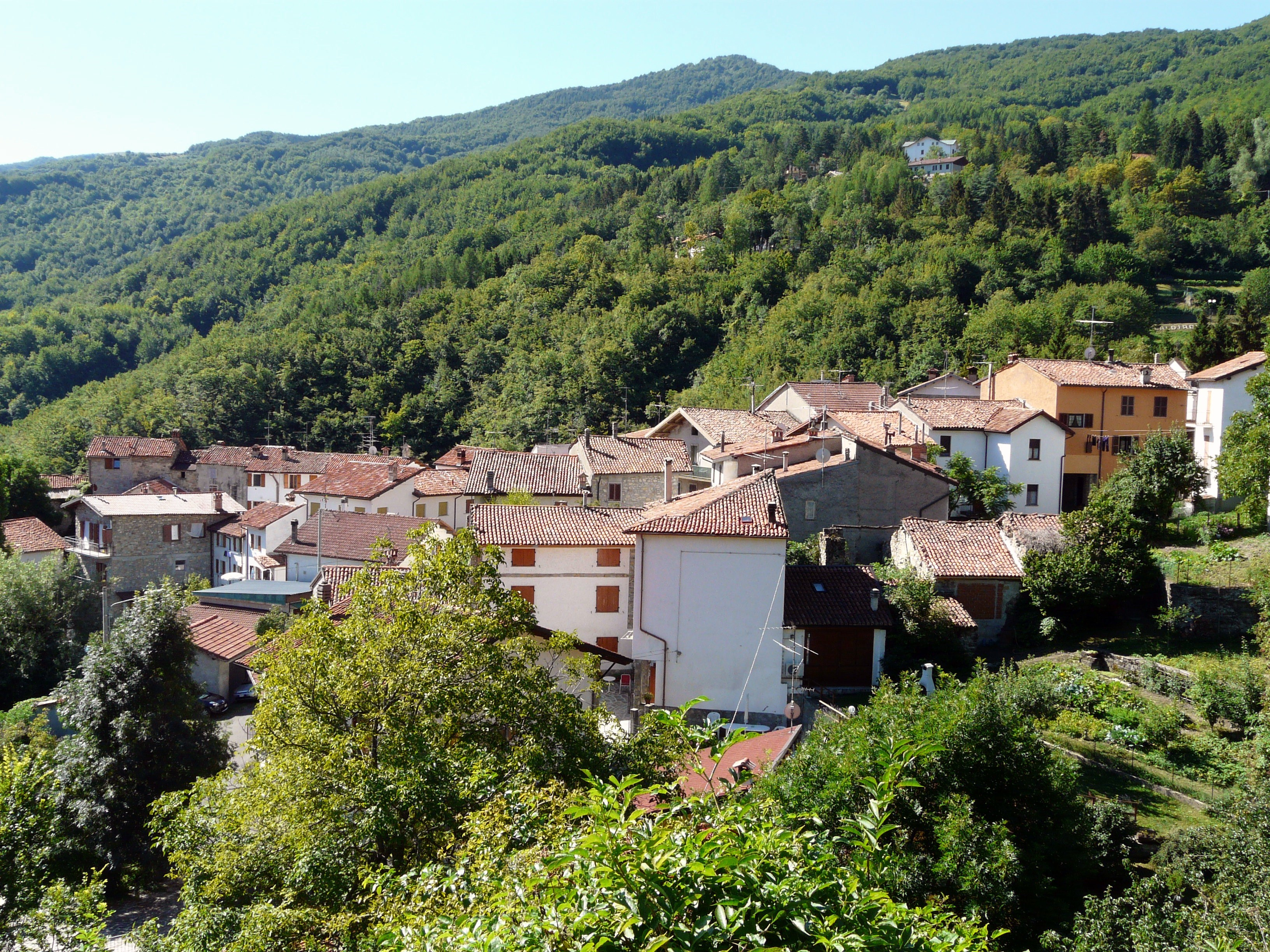
Caldirola
Bruggi
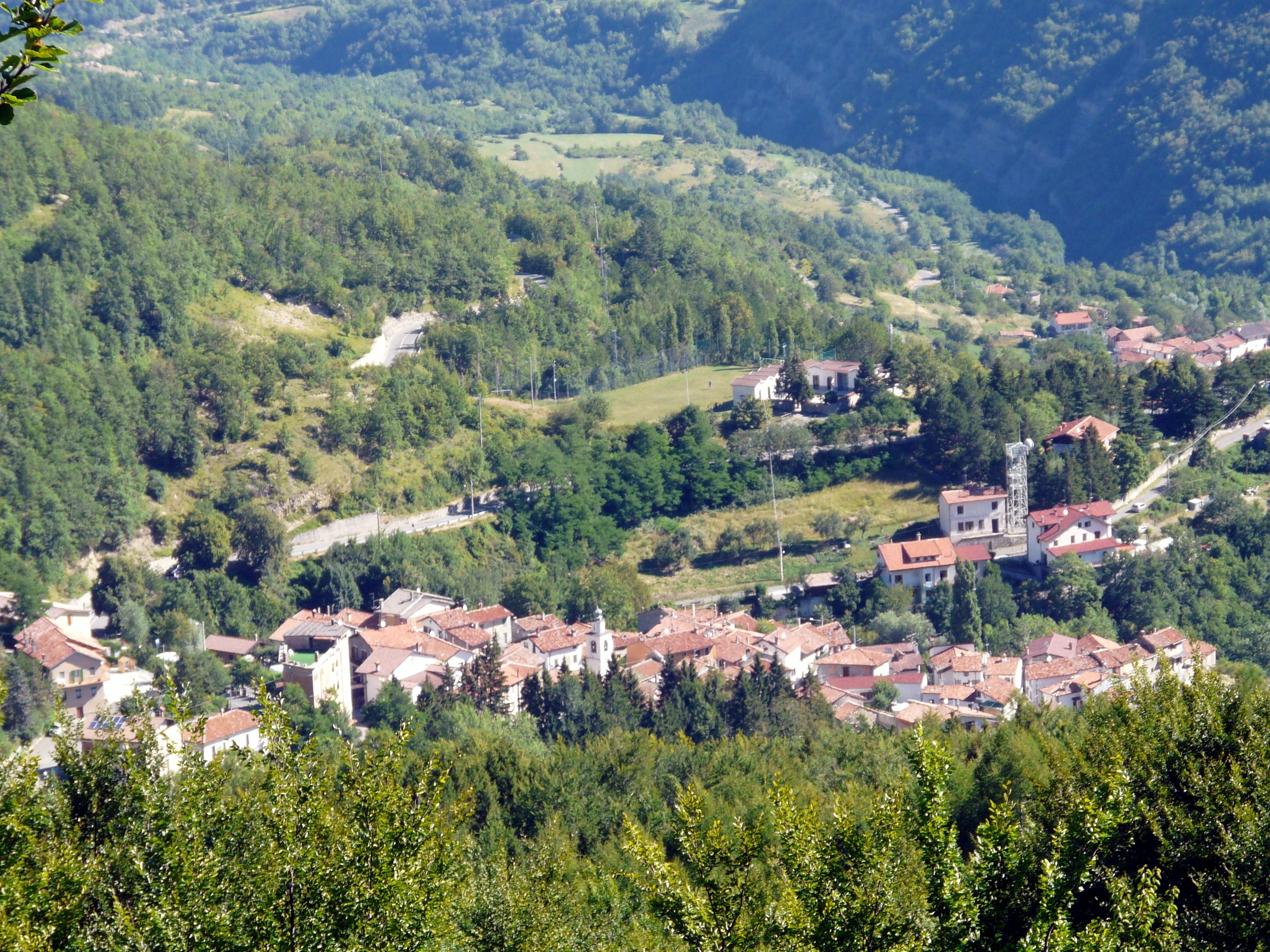
Garadassi